# Famille Gerbais de Sonnaz
Pour les articles homonymes, voir Gerbais et Gerbaix.
La famille Gerbais (écrit parfois sous la forme Gerbaix) est une famille noble originaire de Belley, dans le Bugey. Noblesse de robe, les membres de la famille ont acquis les titres de seigneurs puis comte de Sonnaz, donnant naissance au patronyme (de) Gerbais de Sonnaz ou (de) Gerbais-Sonnaz.

## Patronyme
La notice familiale de l'Armorial d'Amédée de Foras ouvre avec la forme Gerbais. L'auteur précise que la forme « Gerbaix doit être repoussée : elle est aussi relativement moderne qu'absolument erronée ». Toutefois, on trouve dans les différentes publications la forme avec un x.

## Histoire

### Origines
Les Gerbais sont originaires de Belley, dans le Bugey, qui appartient à cette période au comté de Savoie, où ils sont bourgeois (cives bellicences) et vassaux de l'évêque.
La famille Gerbais remonterait au XIIIe siècle. Jean-Louis Grillet indique ainsi l'existence d'un Gui Gerbaix de Sonnaz, qui se serait porté caution pour le comte Thomas Ier de Savoie, pour la dot de sa fille, mariée au comte de Kibourg, Hartmann IV, en 1218. Cette ancienneté est toutefois discutée, notamment par le comte de Foras, auteur de l’Armorial, et en partie par Mgr Louis-Étienne Piccard (1853-1935), président de l'Académie chablaisienne (secrétaire du comte de Foras), pour savoir si cette famille descend directement des premiers seigneurs de Gerbais ou bien des Gerbais de Belley, anoblis dans la seconde moitié du XIVe siècle.
Foras fait notamment observer que les nobles de Gerbais « sont toujours appelés domini de Gerbaysio ou domini Gerbaysii, [...] se rapportant au fief de Gerbais, leur possession allodiale qui leur servait de nom », tandis que les seconds « sont toujours nommés Gerbaysii ou Gerbasii, leur nom patronymique ».
Piccard, ayant travaillé auprès du comte de Foras, indique que ce dernier s'est trompé et que les Gervais de Belley, « comme leur cousin de Gerbais de la branche aînée seigneur de Saint-Maurice, [sont descendants] du sire Guy de Gerbais ». Il avance ainsi l'hypothèse du lien avec l'ancienne famille noble de Gerbais, précisant que Jean Gerbais (voir ci-après) est considéré, « selon toute probabilité pour un cadet des anciens sires de Gerbais ». Lors de la signature de l'acte anoblissant de ce Jean Gerbais, les témoins — Guillaume de La Balme et Louis de Rivoire — présents sont deux gendres des seigneurs de Gerbais. Enfin, dans plusieurs actes, Pierre Gerbais apparaît « comme l'ami et le protecteur » des trois dernières filles des sires de Gerbais, preuves s'il en est de cette proximité entre les deux familles. Pierre Gerbais sera par ailleurs témoin pour le testament de Louis de Rivoire. Cependant à la mort du dernier descendant mâle des seigneurs de Gerbais, Jacques, les Gerbais de Belley « ne peuvent prétendre à l'héritage de la branche aînée, qui devaient revenir [...] aux trois dernières filles des sires de Gerbais » et à leurs époux. Au-delà, Piccard indique que les prénoms de baptême sont les mêmes dans les deux familles et que l'on retrouve le même saint protecteur, avec saint Georges.

### Une branche émergente auXIVesiècle
Les Gerbais de Belley émergent comme personnalité du comté de Savoie avec deux frères, Pierre et Amblard, et leurs fils, qui occuperont diverses charges pour le comte de Savoie,,. Leur père est un certain Jean Gerbais, châtelain de Rossillon (situé à Crozet). Ce Jean de Gerbais obtient l'inféodation « en fief lige, noble et franc du péage et de la châtellenie de Rossillon » (Johanni Gerbaysii, in feudum ligium nobile... atque francum), pour la somme de 300 florins d'or.
À la fin du XIVe siècle, Pierre Gerbais est trésorier général du comte de Savoie et membre de son Conseil,. Son frère, le chevalier Amblard Gerbais, épouse Alix de Châtillon, qui lui apporte en dot la seigneurie de Sonnaz, près d'Aix.

### Une branche au service de l'armée
L'annexion de la Savoie à la France, à la suite du traité de Turin de 1860, amène une partie des descendants de la branche cadette, dite d'Habères à faire le choix de l'Italie naissante,,.

## Héraldique
| Maison de Gerbaix de Sonnaz | Les armes de la Maison de Gerbais de Sonnaz se blasonnent ainsi : D'azur, au chef d'argent chargé de trois étoiles de gueules,. Cimier : une tête de chien de gueules. Devise : "si n'estoit" (Si n'était...) ou "religio patriae" |

La famille Gerbaix de Sonnaz s'est scindée en une branche devenue aînée, dès le XVe siècle, les Gerbais de Sonnaz de Châtillon, et la branche cadette des Gerbais de Sonnaz d'Habères.
- Branche de Châtillon

Aux deux et trois d'argent à la croix de gueules
- Branche d'Habères

Écartelé de Gerbais et de Châtillon
Plus tard, ils ont aussi écartelé d'Alby
Losangé d'argent et de gueules
puis
Écartelé de Châtillon et d'Alby et sur le tout de Gerbais.

## Titres
Liste non exhaustive des titres que porta la famille de Gerbais suivant les périodes :
- marquis du Châtelet de Credoz (1894), de La Roche (1894)[15] ;
- comtes de Sonnaz (14 juin 1681)[1] ;
- barons d'Aiguebelle, d'Arenthon, du Bourget ;
- seigneurs de l'Annonciade, de Chanaz, des Charmettes, de Faverges, d'Haberes, de Meral, de Mondesir, de Novalaise, de Saint-Denis, de Sonnaz, de Vivier ;
- co-seigneurs de Verel, de Vernaz.

La famille de Gerbais se lie avec différentes familles nobles du duché de Savoie parmi lesquelles les Genève de Boringe ; les Seyssel d'Ambilly et de Buffavent ; les Langin ; les Conzié ; les Favre de Chanaz et des Charmettes ; les Lucinge d'Arenthon ; les Mareschal-Saumont ; les Menthon-La Balme et du Marest, etc..

## Charges
Des membres de la famille ont été châtelains pour les comtes de Savoie de :
- Ayse (1481-1482) ;
- La Balme et La Bâtie (1417-1450, 1450-1457) ;
- Chanaz (1405-1462, 1482) ;
- Maurienne (1370-1371, 1457-1459, 1460-1461).

## Filiation
On a prétendu à tort qu’un Guillaume Gerbaix-Sonnaz fut, à cause de sa valeur, élu Grand-Maître des Templiers, l'an 1247 en le confondant avec Guillaume de Sonnac
- Pierre Gerbais (décédé en 1391/92), trésorier général de Savoie, puis grand chancelier du comte Amédée VI de Savoie[1],[4], dont quatre fils selon Foras[6], Jougla de Morenas donne un seul fils, Antoine[8] ;
- Amblard Gerbais (teste avec sa femme en 1412[17]), conseiller comtal, trésorier général (après son frère), et maître auditeur aux comptes (1386)[6], dont quatre fils selon Foras[7], Jougla de Morenas donne deux fils, Guy et Jean, qui forment deux branches, la première s'éteignant vers la fin du XVIIe siècle[8] ;
- Pierre III de Sonnaz († 18 janvier 1410), frère de Pierre, selon Grillet, évêque d’Aoste (1400-1410)[4]. Il contribua à la construction de l'église de S. François de Chambéry, aujourd'hui  la cathédrale.
- Aimon III de Gerbais († 6 mai 1432), fils du chancelier Pierre (Lovie[18]) ou Amblard (Foras[19]), est un juriste de formation, prévôt d'Aoste, évêque de Maurienne (1422-1432)[18].
- Aymé/Aimé Gerbais († 1591), seigneur de Sonnaz, baron d’Aiguebelle, seigneur de l'Annonciade[8], chambellan de Charles Emmanuel, lieutenant général de cavalerie, libéra Fort l'Écluse, arrêta Lesdiguières en 1590 à Barcelonnette et mourut à la bataille de Monthoux contre les Genevois le 12 mars 1591[1]. Épouse Claudine de Belly en 1571, puis Gasparde Franco[8].
- François Gerbais de Sonnaz (? - 1602), fils d'Aymé, capitaine d'une compagnie d'ordonnances de Savoie, participa à L'Escalade, le 12 décembre 1602. Fait prisonnier, il fut condamné à mort par les syndics de Genève et exécuté, bien qu'on lui eut promis la vie sauve.
- François-Joseph Gerbais, comte de Sonnaz (1638-1697), juge-mage à Thonon et obtient que sa terre soit érigée en comté, le 14 juin 1681 (Archives de Cour).  ép. en 1658 Béatrix d'Allinges[8].
- Christophe de Gerbaix de Sonnaz (?-1617/22), seigneur de l'Annonciade, baron d'Aiguebelle[8], militaire de carrière (colonel d'un régiment d'infanterie). Gentilhomme de la Chambre du duc, ainsi que grand écuyer. Chevalier de l'ordre des Saints-Maurice-et-Lazare.
- François-Michel de Gerbais de Sonnaz (1615-1672), fils du précédent, juriste. Il fut juge mage du Chablais (1651), avant d'intégrer le Sénat de Savoie (1659), seigneur de l'Annonciade. ép. en 1641 Françoise Mudry[8]. Dont la branche dite d'Habères.

### Branche d'Habères

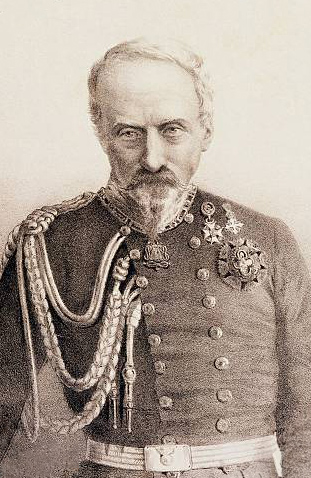
Hector de Sonnaz, en 1860

La branche cadette, dite d'Habères, possède de nombreuses personnalités qui se sont illustrés sur les champs de bataille et en politique, notamment pour ceux qui ont fait le choix de suivre les princes de la maison de Savoie après 1860 et de la construction italienne.
- Joseph de Gerbais de Sonnaz (1659-1730), fils du précédent, est un militaire de carrière (capitaine de dragons).
- Claude Jean-Baptiste de Gerbaix de Sonnaz (1690-1754), fils du précédent, officier au régiment de Savoie, premier syndic de Thonon, marié le 28 octobre 1732 à Rumilly Françoise de Conzié (1709-1792), fille du marquis d'Allemogne. Dont Charles-Louis-Victor (1733-1758), docteur en droit, Joseph (1734-?), Françoise (1735-1749), Janus (ci-après), Louise-Péronne (1738), Joseph (1743-1830) Joseph-Hyppolite (1744-1827), lieutenant-général[20].
- Le général-comte Janus Gerbaix de Sonnaz (1736-1814), fils du précédent, est un militaire de carrière savoyard. Il est célèbre en Savoie pour avoir pris la tête d'une troupe de volontaires savoyards en 1814, en faveur du rétablissement de la dynastie de Savoie dans son pays.  
  - Joseph Marie, né le 6 août 1780 et mort le 15 décembre 1861[21], est un militaire de carrière. Engagé à 16 ans, il devient sous-lieutenant du régiment de Savoie en 1796 et participe aux campagnes de 1796, 1798, 1799 et 1800 face aux troupes révolutionnaires françaises qui envahissent le duché de Savoie[22]. Il sert sous les ordres de son père lorsque celui-ci soulève les nobles savoyards contre l'occupation française, en 1814. À la suite du traité de mai 1814, il fut notamment chargé d'amener le bataillon de volontaires savoyards à Turin afin de reconstituer la brigade de Savoie[22]. Il devient major en 1816, puis colonel en 1823, avant de devenir chef d'état-major de la division de Savoie en 1827[22]. Il devient aide de camp du roi de Sardaigne, chef d’État major de la division de Savoie, vice-gouverneur des ducs de Savoie et de Gênes (Victor Emmanuel et Ferdinand de Savoie-Carignan)[22],[21]. Il sera en service jusqu'en 1838, où malade il quitte l'armée[22]. De 1841 à 1846, il est syndic de la ville de Thonon[21]. Il est Grand cordon de l'ordre des Saints-Maurice-et-Lazare.
  - Le général Hippolyte ou Joseph Hippolyte Gerbaix de Sonnaz d'Habères, né le 31 août 1783 (ou le 14 décembre) au château d'Habères et mort le 2 août 1871 à Chamoux, frère du précédent, militaire et homme politique[23].
  - Le général Hector ou Ettore  (1787-1867), frère du précédent, est un militaire au service de la France, puis au service du roi de Sardaigne, général, homme politique et sénateur italien. Sa statue est érigée à Turin.
  - Le général Alphonse (1796-1882), frère du précédent, militaire et homme politique[24].

Hector Gerbaix de Sonnaz épousa Maria Teresa Gallone, dont il eut trois fils :
- Giuseppe Gerbaix de Sonnaz, né le 30 septembre 1828 à Coni et mort le 8 avril 1905 à Rome, est un homme politique italien, sénateur du royaume d'Italie[25].
- Carlo Alberto Gerbaix de Sonnaz, né le 10 janvier 1839 à Nice et mort le 16 avril 1920 à Rome, est un homme politique italien, sénateur du royaume d'Italie[26].
- Giano (....-....), officier de cavalerie.

Le général comte Joseph-Marie Gerbaix de Sonnaz, né en 1784 à Chambéry et mort le 31 mai 1863 à Turin, chevalier de l'ordre suprême de la Très Sainte Annonciade, en 1846. Il épousa Enrichetta Graneri de La Roche (= della Rocchia), dont il eut :
- Le lieutenant général comte Maurizio Gerbaix de Sonnaz (1816-1892), est un militaire et homme politique italien, député au Parlement du royaume de Sardaigne, puis député et sénateur du royaume d'Italie[27],[28].

## Possessions
Liste par ordre alphabétique et non exhaustive des possessions tenues en nom propre ou en fief de la famille de Gerbaix :
- château d'Arenthon, à Arenthon (XVIIIe-1921)[29] ;
- Château de Buffavent, à Lully (XVIIIe-1921)[30] ;
- château de Conzié, à Bloye (1789-?), par héritage en 1789 de Joseph-François de Conzié[31] ;
- château de Gerbaix, à Gerbaix (des origines à 1359) ;
- château d’Habère-Lullin, à Habère-Lullin (1696-), acquis en 1696 par Joseph de Gerbaix[32]. Il achète la seigneurie à François-Emmanuel de Faucher, héritier du dernier marquis de Genève-Lullin. La branche cadette des Gerbais Sonnaz portera le titre d'Habères ;
- château de La Roche, qui par mariage est entré dans la famille au XIXe siècle, permettant d'obtenir ainsi le titre de marquis[15] ;
- château de Rochefort-sur-Séran à Cressin-Rochefort (1375-1446) ;
- château de Saint-Denis-en-Bugey, à Saint-Denis-en-Bugey (1375-1377) ;
- château de Sonnaz, à Thonon, aujourd'hui, il abrite  l'Office de Tourisme ;
- château de Vens, à Seyssel (XIVe-?) ;
- château de Virieu, à Virieu-le-Grand (1370-1377).

## Postérité
- Statue à Turin d'Hector ou Ettore Gerbaix de Sonnaz (1787-1867)

### Fonds d'archives
- Fonds : Archives de la famille de Gerbais de Sonnaz d'Habères (: 1221-1916).  Cote : 43 J 1-1151. Annecy : Archives départementales de la Haute-Savoie (présentation en ligne).
- Roger Devos, Archives de la famille de Gerbais de Sonnaz d'Habères, Annecy, Archives départementales de la Haute-Savoie, 1986, 335 p. (ISBN 2-86074-005-8).